# Arbroath
Arbroath (äldre namn Aberbrothock, efter floden Brothock) är en hamnstad i kommunen Angus i Skottland. Folkmängden uppgick till 23 640 invånare 2012, på en yta av 7,63 km². Den är belägen vid Nordsjön, cirka 27 kilometer nordost om Dundee.
I närheten finns ett berömt fyrtorn, Bell Rock, som är byggt på en klippa cirka 18 kilometer utanför kusten. Det anses vara det i dag äldsta befintliga fyrtornet i världen.

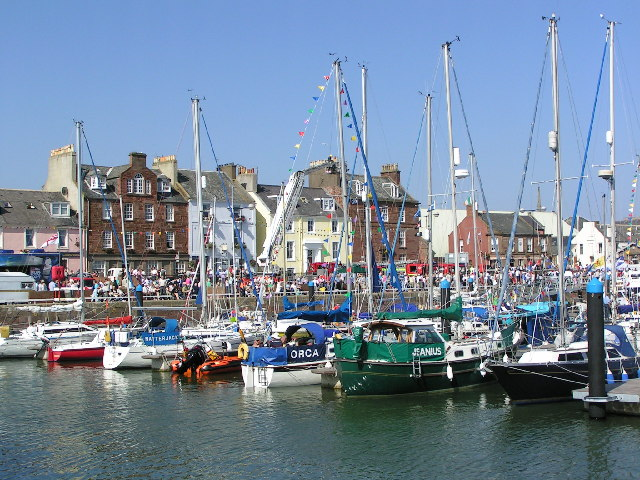
Hamnen i Arbroath.
Foto av Karen Vernon